# Bajdakowe
Bajdakowe (ukr. Байдакове) – wieś na Ukrainie, w obwodzie kirowohradzkim, w rejonie aleksandryjskim, w hromadzie Onufrijiwka. W 2001 liczyła 116 mieszkańców, wśród których 106 wskazało jako ojczysty język ukraiński, 8 rosyjski, 1 mołdawski, a 1 inny.